# Lily Pilblad
Lily Pilblad (* 15. April 2000 in Landstuhl) ist eine US-amerikanische Kinderdarstellerin.

## Leben
Lily Pilblad wurde in Landstuhl geboren, ihre Eltern waren zu dieser Zeit bei der U.S. Army und in Deutschland stationiert.
Pilblad hatte ihre erste Rolle im 2004 erschienenen Film Death 4 Told. Einem größeren Publikum wurde sie ab 2009 durch ihre Rolle in der Mystery- und Science-Fiction-Serie Fringe – Grenzfälle des FBI bekannt. Als Ella Dunham, die Nichte der Hauptfigur Olivia Dunham, gespielt von Anna Torv, war Pilblad wiederkehrend in elf Folgen zu sehen; eine ältere Version ihrer Figur wurde in einer späteren Folge von Emily Meade gespielt. 2010 hatte Pilblad eine Nebenrolle in dem Film Umständlich verliebt. In der Fernsehserie Lights Out spielte sie in 10 der 13 Folgen die Katherine Leary.
In der Drama-Serie Deception trat sie 2013 wiederkehrend als Hunter Bowers in Erscheinung. Im selben Jahr war sie zudem im Film Altered Minds als Sylvia zu sehen. Im Fernsehfilm Trooper spielte Pilblad als Ruby Flaxton neben Mira Sorvino und Timothée Chalamet. Der Film war ein Pilotfilm für die 2012/2013-Season, es wurde aber keine Serie in Auftrag gegeben; er wurde dann im Oktober 2013 veröffentlicht. 2014 spielte Pilblad die Amelia Cole in zwei Folgen von Law & Order: Special Victims Unit.

## Filmografie
- 2004: Death 4 Told
- 2009–2010: Fringe – Grenzfälle des FBI (Fringe, Fernsehserie, 11 Folgen)
- 2010: Umständlich verliebt (The Switch)
- 2011: Lights Out (Fernsehserie, 10 Folgen)
- 2013: Deception (Fernsehserie, 5 Folgen)
- 2013: Altered Minds
- 2013: Trooper (Fernsehfilm)
- 2014: Every Secret Thing
- 2014: Law & Order: Special Victims Unit (Fernsehserie, 2 Folgen)